# Simulium mesasiaticum
Simulium mesasiaticum är en tvåvingeart som beskrevs av Rubtsov 1947. Simulium mesasiaticum ingår i släktet Simulium och familjen knott. Inga underarter finns listade i Catalogue of Life.